# Бордзиловский, Юрий Вячеславович
Юрий Вячеславович Бордзиловский (пол. Jerzy Bordziłowski; 16 ноября 1900 — 5 апреля 1983) — советский и польский военный деятель, генерал-полковник инженерных войск (1954).

## Биография
Родился в смешанной семье, отец — поляк Мечислав, мать — украинка Вера, в советских документах значится украинцем. Отец был врачом в Русской императорской армии, погиб на фронте в 1917 году во время Первой мировой войны. Детство Юрий провёл в Херсоне, в 1918 году окончил школу.

### Гражданская война
1 сентября 1919 года Ю. В. Бордзиловский вступил в РККА, участвовал в Гражданской войне, служил в 422-м стрелковом полку. В составе полка участвовал в советско-польской войне, в 1920 году в боях под Киевом был взят в плен, через два месяца бежал и вернулся на фронт.

### Между войнами
После войны, в сентябре 1920 года Ю. В. Бордзиловский поступил в Киевскую военно-инженерную школу, после окончания, в 1922 году был направлен в 16-й саперный батальон (Казань) командиром взвода, с 1925 года — начальник школы младшего командного состава того же батальона. В 1926 году вступил в ВКП(б). С 1926 года преподавал военно-инженерное дело на Смоленских курсах военной переподготовки военруков, с 1928 — в Саратовской школе командиров запаса. В 1931 году окончил Военно-инженерную академию РККА и был назначен начальником инженерной службы 32-й стрелковой дивизии, с декабря 1935 года — помощник начальника инженерных войск Особой Краснознаменной Дальневосточной армии (ОКДВА). В 1938 году участвовал в боях с японцами на озере Хасан.

### Великая Отечественная война
В начале Великой Отечественной войны подполковник Ю. В. Бордзиловский на той же должности, вскоре был назначен заместителем начальника, затем с января 1941 — начальником инженерных войск 21-й армии, участвовал в Смоленском сражении. 14 сентября 1941 года был ранен, но, несмотря на это, лично взорвал захваченный немцами мост на реке Сож, за что был награждён орденом Ленина. После этого Ю. В. Бордзиловский лечился в госпиталях, после выздоровления, с июля по сентябрь 1942 года — начальник инженерных войск 64-й армии, участвовал в Сталинградской битве. 1 октября 1942 года Ю. В. Бордзиловский назначен начальником инженерных войск Воронежского фронта, участвовал в Курской битве, Белгородско-Харьковской операции, Битве за Днепр, руководил разминированием Киева. С ноября 1943 года — начальник инженерных войск 33-й армии, участвовал в Белорусской операции.
24 сентября 1944 года Ю. В. Бордзиловский был назначен начальником инженерных войск 1-й армии Войска Польского, участвовал в Висло-Одерской, Восточно-Померанской и Берлинской наступательной операциях.

### После войны
После войны, 15 ноября 1945 года Ю. В. Бордзиловский назначен начальником инженерных войск Войска Польского, на этой должности до 1 сентября 1951 года. Руководил разминированием территории Польши. В 1952—1954 годах учился в Академии Генштаба, после окончания, 23 марта 1954 года назначен начальником Генерального штаба Войска Польского и заместителем министра обороны ПНР, на этих должностях до 6 февраля 1965 года. В 1954—68 годах был членом ПОРП, в 1952—1968 годах избирался депутатом в польский парламент и другие законодательные органы. С февраля 1965 Ю. В. Бордзиловский — главный инспектор боевой подготовки и заместитель министра обороны ПНР. В марте 1968 года Ю. В. Бордзиловский вернулся в СССР, был назначен инспектором в Группу генеральных инспекторов Министерства обороны СССР.
Умер Юрий Вячеславович 5 апреля 1983 года в Москве, похоронен 8 апреля на Новокунцевском кладбище.

## Воинские звания
- Майор (1936)
- Подполковник (1940)
- Полковник (1941)
- Генерал-майор инженерных войск (01.10.1942)
- Генерал-лейтенант инженерных войск (11.07.1945)
- Генерал-полковник инженерных войск (07.07.1954)

## Награды

### СССР
- Два Ордена Ленина (9.11.1941, …)[3]
- Орден Октябрьской Революции (14.11.1980)
- Шесть Орденов Красного Знамени (14.02.1943; 10.01.1944; 15.11.1950, …)
- Орден Богдана Хмельницкого I степени
- Орден Кутузова II степени (10.04.1945)
- Орден Отечественной войны I степени (31.05.1945)
- Орден «За службу Родине в Вооружённых Силах СССР» III степени
- Медаль «За оборону Сталинграда»
- Медаль «За победу над Германией в Великой Отечественной войне 1941—1945 гг.»
- Юбилейная медаль «Двадцать лет Победы в Великой Отечественной войне 1941—1945 гг.»
- Юбилейная медаль «Тридцать лет Победы в Великой Отечественной войне 1941—1945 гг.»
- Медаль «За освобождение Варшавы»
- Медаль «XX лет РККА» (1938)
- Юбилейная медаль «30 лет Советской Армии и Флота»
- Юбилейная медаль «40 лет Вооружённых Сил СССР»
- Юбилейная медаль «50 лет Вооружённых Сил СССР»
- Юбилейная медаль «60 лет Вооружённых Сил СССР»

### Польша
- Орден Возрождения Польши I, II, III, IV, V степеней
- Два ордена «Знамя Труда» I и II степеней
- Два креста Заслуги I степени
- Орден «Крест Грюнвальда» III степени
- Орден Виртути Милитари V степени
- Крест Храбрых
- Медаль «За участие в боях за Берлин»
- Медаль «Вооружённые силы на службе Родине»
- Медаль «За заслуги при защите страны»
- Медаль «На страже мира»